# Tall Damm
Tall Damm (arab. تل دم) – wieś w Syrii, w muhafazie Idlib. W 2004 roku liczyła 94 mieszkańców.